# Diocesi di San Benedetto del Tronto-Ripatransone-Montalto

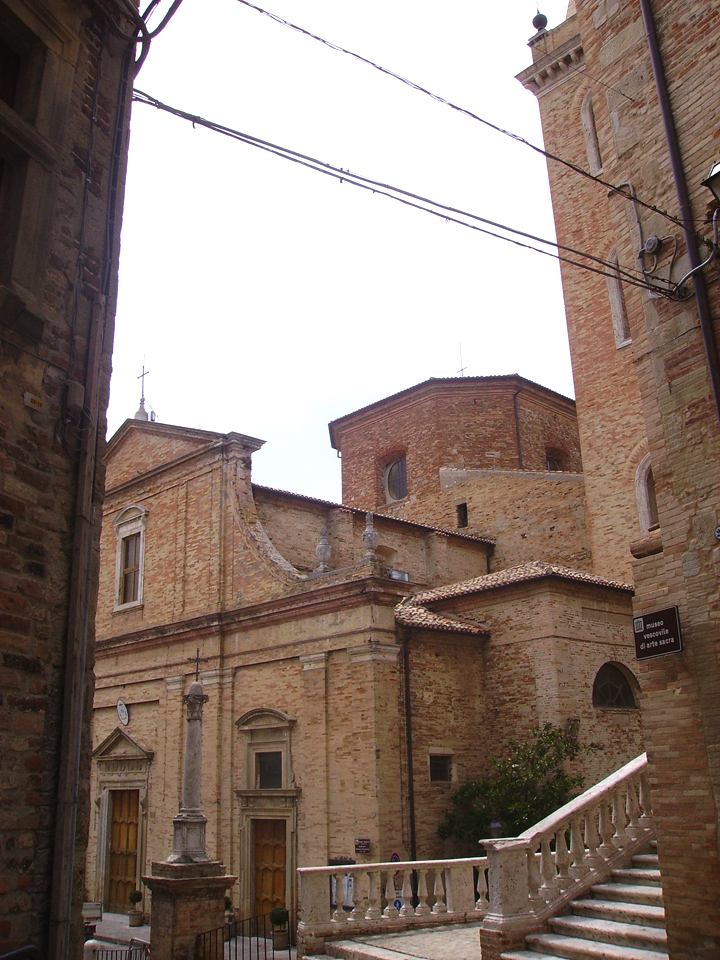
La concattedrale di Santi Gregorio Magno e Margherita a Ripatransone.

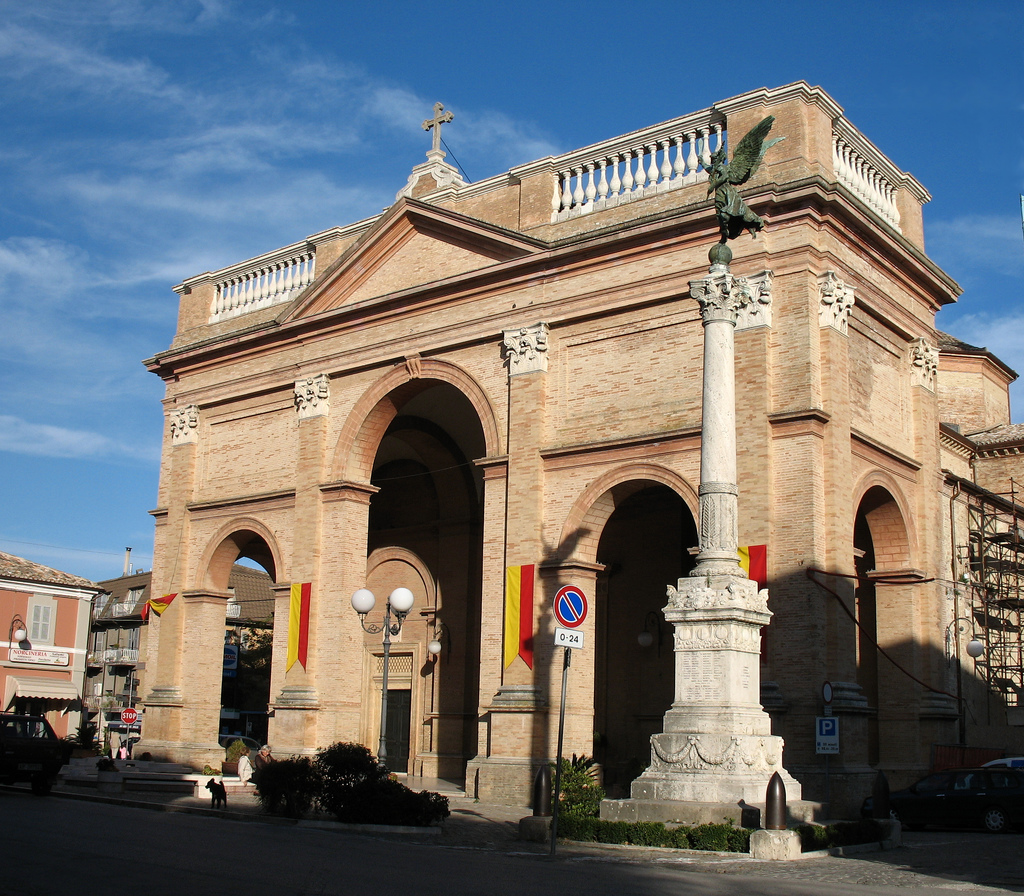
La concattedrale di Santa Maria Assunta a Montalto delle Marche.

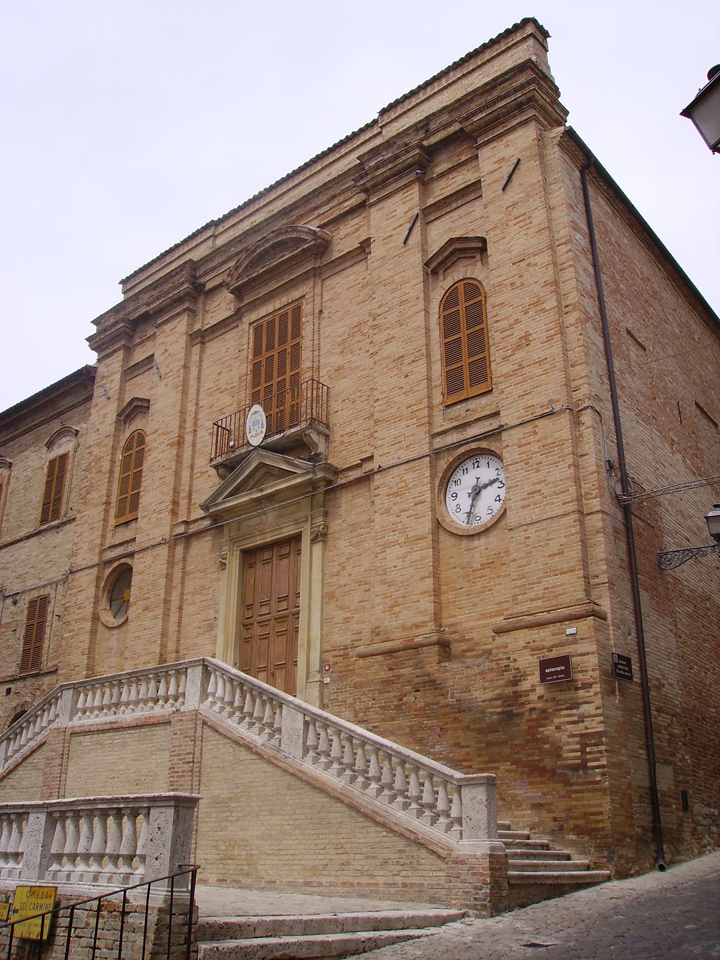
Il palazzo vescovile di Ripatransone.

La diocesi di San Benedetto del Tronto-Ripatransone-Montalto (in latino Dioecesis Sancti Benedicti ad Truentum-Ripana-Montis Alti) è una sede della Chiesa cattolica in Italia suffraganea dell'arcidiocesi di Fermo appartenente alla regione ecclesiastica Marche. Nel 2022 contava 122000 battezzati su 140624 abitanti. È retta dall'arcivescovo (titolo personale) Gianpiero Palmieri.

## Territorio
La diocesi, costituita da 3 entità territoriali non contigue tra loro, si estende su 19 comuni, 3 province e 2 regioni italiane:
- in provincia di Ascoli Piceno nelle Marche comprende per intero i territori dei comuni di Acquaviva Picena, Cossignano, Cupra Marittima, Grottammare, Montalto delle Marche, Montedinove, Montemonaco, Monteprandone, Ripatransone, San Benedetto del Tronto; e in parte i territori dei comuni di Castignano, Comunanza, Force e Rotella;[1]
- in provincia di Fermo nelle Marche la diocesi estende la sua giurisdizione sul solo comune di Montelparo;
- in provincia di Teramo in Abruzzo la diocesi comprende per intero i territori comunali di Colonnella, Martinsicuro, Sant'Egidio alla Vibrata e in parte quello di Civitella del Tronto.[2]

Confina a nord con l'arcidiocesi di Fermo, a sud con le diocesi di Ascoli Piceno e Teramo-Atri, a ovest con le arcidiocesi di Camerino-San Severino Marche e Spoleto-Norcia.
Sede vescovile è la città di San Benedetto del Tronto, dove si trova la basilica cattedrale di Santa Maria della Marina, mentre nelle altre sedi storiche di Ripatransone e Montalto si trovano le concattedrali, dedicate rispettivamente ai Santi Gregorio Magno e Margherita e a Santa Maria Assunta.

### Vicarie e parrocchie
Il territorio copre un'estensione di 456 km² ed è suddiviso in 54 parrocchie, raggruppate in 5 vicarie.

## Storia
L'odierna diocesi nasce nel 1986 dall'unione di due precedenti sedi episcopali: la diocesi di Ripatransone, eretta nel 1571, che nel 1983 assunse il nome di Ripatransone-San Benedetto del Tronto; e la diocesi di Montalto, istituita nel 1586.

### Ripatransone
La diocesi di Ripatransone fu eretta da papa Pio V il 1º agosto 1571 con la bolla Illius fulciti, ricavandone il territorio dalle diocesi circostanti di Fermo, di Ascoli Piceno e di Teramo, e dalle abbazie nullius di Farfa e di Campo Fellone.
Fu nominato primo vescovo della nuova diocesi il nolano Lucio Sassi, che fece il suo ingresso solenne in diocesi il 23 marzo 1572. Tre anni dopo rinunciò al suo incarico e più tardi fu creato cardinale da papa Clemente VIII. Anche il suo successore, Filippo Sega, rimase per soli tre anni sulla sede ripana; fu poi trasferito a Piacenza e più tardi ottenne anche lui il cardinalato.
Nel 1586 parte del territorio della diocesi fu ceduto per l'erezione della diocesi di Montalto, e cioè i territori di Montalto, Porchia, Patrignone, Montedinove, Rotella e Force.
In origine Ripatransone era immediatamente soggetta alla Santa Sede. Nel 1589 entrò a far parte della provincia ecclesiastica di Fermo, eretta a sede metropolitana con la bolla Universis orbis ecclesiis del 24 maggio.
Al momento dell'erezione della diocesi fu eretta a cattedrale la chiesa di San Benigno, di cui oggi resta solo il campanile. Nel 1597 il vescovo Pompeo De Nobili pose la prima pietra della nuova cattedrale, che verrà inaugurata nel 1623. L'anno precedente la città ripana accolse il simulacro della Madonna di San Giovanni (proveniente da Loreto), proclamata patrona della città e della diocesi.
Al vescovo Lorenzo Azzolini si deve la fondazione del seminario di Ripatransone nel 1623 nei locali dell'ospedale di San Pastore (oggi Istituto Santa Teresa). Nel 1820 il seminario venne trasferito nel monastero di Santa Chiara.
Al momento dell'unione con Montalto, la diocesi di Ripatransone era costituita dai comuni di Acquaviva Picena, Colonnella, Cossignano, Cupra Marittima, Grottammare, Martinsicuro, Monteprandone, Ripatransone e San Benedetto del Tronto.

### Montalto
La diocesi di Montalto fu eretta da papa Sisto V il 24 novembre 1586 con la bolla Super universas, ricavandone il territorio dalle diocesi di Ripatransone, di Fermo (Montelparo, Comunanza e Montemonaco) e di Ascoli Piceno (Castignano). A questi centri il papa univa l'abbazia di Santa Maria in Montesanto, nullius dioecesis costituita in terra d'Abruzzo, con i suoi possedimenti e le sue parrocchie, e disponeva che ogni vescovo ne avrebbe avuto il titolo di abate.
In origine Montalto era immediatamente soggetta alla Santa Sede. Nel 1589 entrò a far parte della provincia ecclesiastica di Fermo, eretta a sede metropolitana con la bolla Universis orbis ecclesiis del 24 maggio.
Sisto V fu molto munifico nei confronti della nuova diocesi e di Montalto: vi istituì la tipografia e la zecca, offrì numerosi paramenti e oggetti sacri, fondò vitalizi a favore delle ragazze povere per facilitarne il matrimonio, istituì due fiere annuali, diede avvio ad opere di ricostruzione della città; inoltre Montalto divenne il capoluogo del presidato omonimo, che comprendeva anche Ripatransone, che fu attivo fino al 1810. Per volere dello stesso pontefice fu avviata, nel mese di maggio 1589, la costruzione della nuova cattedrale, in sostituzione della precedente chiesa di Santa Maria ad collem.
Il primo vescovo montaltese fu Paolo Emilio Giovannini, che nei suoi vent'anni di episcopato compì sette visite pastorali alla nuova diocesi. Al successore Paolo Orsini si deve nel 1630 la celebrazione del primo sinodo diocesano; a causa dell'assenza di un adeguato palazzo vescovile, visse per la maggior parte del suo tempo a Montelparo. Girolamo Codebò (1645-1661) fondò il seminario vescovile, sostenuto ed ingrandito da Lucantonio Accoramboni (1711-1735), che lo trasferì nell'ex convento degli Agostiniani, e rifatto da Pietro Paolo Mazzichi nell'Ottocento in piazza della Cattedrale.
Tra i vescovi montaltesi si deve segnalare in particolare Francesco Antonio Marcucci, nativo di Force (1717). A soli 27 anni fondò la congregazione delle Suore pie operaie dell'Immacolata Concezione. Divenne vescovo di Montalto nel 1770 e al contempo vicegerente della diocesi di Roma (dal 1774 al 1786); nel 1781 diede le dimissioni da vescovo di Montalto e fu nominato patriarca titolare di Costantinopoli; tuttavia mantenne l'amministrazione della diocesi di Montalto fino alla sua morte nel 1798. Visitò di persona la sua diocesi nel 1771 e tenne un sinodo nel 1777.
Durante l'occupazione francese, il vescovo Francesco Saverio Castiglioni fu deportato prima a Pavia (1808) e poi a Milano per essersi rifiutato di prestare il giuramento di fedeltà al regime napoleonico; ritornò nella sua diocesi nel 1814; due anni dopo venne creato cardinale e infine divenne papa con il nome di Pio VIII nel 1829.

### Le diocesi unite
Le diocesi furono unite in persona episcopi il 18 dicembre 1924, sotto il vescovo montaltese Luigi Ferri, con sede a Ripatransone.
Grazie all'opera e all'interessamento del vescovo Vincenzo Radicioni (1951-1983), la chiesa di Santa Maria della Marina di San Benedetto del Tronto fu elevata al rango di concattedrale con il decreto In dioecesi Ripana della Congregazione per i vescovi, emanato l'11 febbraio 1973 (giorno della sua consacrazione solenne), ma reso noto soltanto il 25 marzo,.
Il vescovo Radicioni aveva da sempre in progetto di elevare la più popolosa San Benedetto a città vescovile, e aveva a tal fine già avviato le opere edilizie necessarie allo scopo: ristrutturazione della futura cattedrale, costruzione in via Formentini (1959) di un edificio destinato a fungere da nuovo palazzo vescovile. La sua iniziativa ebbe successo al termine del suo episcopato, il 7 aprile 1983, quando la Santa Sede, con il decreto Quo aptius della Congregazione per i vescovi trasferì la sede episcopale da Ripatransone a San Benedetto del Tronto; la diocesi assunse il nome ufficiale di Ripatransone-San Benedetto del Tronto, fu unita aeque principaliter alla sede di Montalto con il nome di "diocesi di Montalto e Ripatransone-San Benedetto del Tronto" e la sede vescovile fu posta in quest'ultima città.
Il 30 settembre 1986, in forza del decreto Instantibus votis della Congregazione per i vescovi, è stata stabilita la plena unione delle due diocesi e la nuova circoscrizione ecclesiastica ha assunto il nome attuale; la concattedrale di San Benedetto del Tronto è stata elevata al rango di nuova cattedrale diocesana, mentre le altre cattedrali divennero concattedrali.
Nel 1998 sono stati istituiti i «Musei sistini del Piceno», una rete di musei di arte sacra, costituiti da una decina di sedi sparse nel territorio diocesano.
Dal 2 maggio 2024 è unita in persona episcopi alla diocesi di Ascoli Piceno.

## Cronotassi
Si omettono i periodi di sede vacante non superiori ai 2 anni o non storicamente accertati.

### Vescovi di Ripatransone
- Lucio Sassi † (3 ottobre 1571 – 20 maggio 1575 dimesso)
- Filippo Sega † (20 maggio 1575 – 3 ottobre 1578 nominato vescovo di Piacenza)
- Niccolò Aragonio † (3 ottobre 1578 – 3 agosto 1579 nominato vescovo di Ascoli Piceno)
- Troilo Boncompagni † (3 agosto 1579 – 31 gennaio 1582 nominato vescovo di Foligno)
- Gaspare Silingardi † (18 giugno 1582 – 1591 dimesso)[9]
- Pompeo De Nobili † (29 maggio 1591 – 1607 deceduto)
- Sebastiano Poggi † (7 maggio 1607 – 1620 dimesso)
- Lorenzo Azzolini † (17 febbraio 1620 – 2 agosto 1632 nominato vescovo di Narni)
  - Francesco Vitelli † (16 aprile 1633 – 1634 dimesso) (amministratore apostolico)
- Antonio Arrigoni, O.F.M.Obs. † (3 aprile 1634 – 6 marzo 1636 deceduto)
- Niccolò Orsini † (22 settembre 1636 – 18 ottobre 1653 deceduto)
- Ulisse Orsini † (12 gennaio 1654 – novembre 1679 deceduto)
- Giovan Giorgio Mainardi † (11 marzo 1680 – novembre 1693 deceduto)
- Francesco Azzolini † (15 marzo 1694 – 1694 deceduto)
  - Giuseppe Bartocci † (1694 – 1695) (amministratore apostolico)
- Pietro Alessandro Procaccini † (24 gennaio 1695 – 15 dicembre 1704 nominato vescovo di Avellino e Frigento)
- Giosafatte Battistelli † (8 giugno 1705 – 10 maggio 1717 nominato vescovo di Foligno)
- Gregorio Lauri † (12 giugno 1717 – 31 luglio 1726 nominato vescovo di Ascoli Piceno)
- Francesco Andrea Correa, Sch.P. † (9 dicembre 1726 – agosto 1738 deceduto)
- Giacomo Costa, C.R. † (15 luglio 1739 – 29 maggio 1747 nominato vescovo di Belluno)
- Luca Niccolò Recco † (29 maggio 1747 – 25 gennaio 1765 deceduto)
- Bartolomeo Bitozzi † (5 giugno 1765 – 17 ottobre 1779 deceduto)
- Bartolomeo Bacher † (13 dicembre 1779 – 6 luglio 1813 deceduto)
  - Sede vacante (1813-1816)
- Michelangelo Calmet † (22 luglio 1816 – 8 agosto 1817 deceduto)
- Ignazio Ranaldi, C.O. † (25 maggio 1818 – 23 agosto 1819 nominato arcivescovo di Urbino)
  - Sede vacante (1819-1824)[10]
- Filippo Monacelli † (24 maggio 1824 – 15 dicembre 1828 nominato vescovo di Pesaro)
  - Luigi Maria Canestrari † (1828 – 15 marzo 1830) (amministratore apostolico)
- Filippo Appignanesi † (15 marzo 1830 – 27 settembre 1837 deceduto)
  - Sede vacante (1837-1842)[11]
- Martino Caliendi † (27 gennaio 1842 – 21 aprile 1845 nominato vescovo di Montefeltro)
- Giovanni Carlo Gentili † (21 aprile 1845 – 12 aprile 1847 nominato vescovo di Pesaro)
- Camillo Bisleti † (4 ottobre 1847 – 23 giugno 1854 nominato vescovo di Corneto e Civitavecchia)
- Fedele Bufarini † (30 novembre 1854 – 23 marzo 1860 nominato vescovo di Comacchio)
- Alessandro Paolo Spoglia † (23 marzo 1860 – 27 marzo 1867 nominato vescovo di Comacchio)
  - Sede vacante (1867-1871)
- Francesco Alessandrini † (27 ottobre 1871 – 17 novembre 1881 deceduto)
- Giuseppe Ceppetelli † (27 marzo 1882 – 23 giugno 1890 nominato vescovo ausiliare di Roma[12])
- Giacinto Nicolai † (23 giugno 1890 – 1899 dimesso[13])
- Raniero Sarnari † (24 marzo 1900 – 9 giugno 1902 nominato vescovo di Macerata e Tolentino)
- Luigi Boschi † (9 giugno 1902 – 20 gennaio 1924 deceduto)
- Luigi Ferri † (18 dicembre 1924 – 17 maggio 1946 ritirato)
- Pietro Ossola † (1º settembre 1946 – 1º dicembre 1951 dimesso[14])
- Vincenzo Radicioni † (10 dicembre 1951 – 7 aprile 1983 ritirato)

### Vescovi di Montalto
- Paolo Emilio Giovannini † (26 novembre 1586 – 6 agosto 1606 deceduto)
- Tiberio Mandosi † (11 dicembre 1606 – 3 novembre 1607 deceduto)
- Paolo Orsini † (14 luglio 1608 – 12 aprile 1640 deceduto)
- Orazio Giustiniani, C.O. † (13 settembre 1640 – 16 gennaio 1645 nominato vescovo di Nocera Umbra)
- Girolamo Codebò † (6 febbraio 1645 – 24 gennaio 1661 nominato vescovo di Reggio Emilia)
- Cesare Cancellotti o Lancellotti † (26 giugno 1662 – 27 giugno 1673 deceduto)
- Ascanio Paganelli † (11 settembre 1673 – 30 giugno 1710 deceduto)
- Lucantonio Accoramboni † (11 maggio 1711 – 1º settembre 1735 deceduto)
- Pietro Bonaventura Savini † (26 settembre 1735 – 29 agosto 1748 dimesso)[15]
- Leonardo Cecconi † (16 settembre 1748 – 27 gennaio 1760 dimesso)
- Giuseppe Maria Centini † (24 marzo 1760 – 15 maggio 1770 deceduto)
- Francesco Antonio Marcucci † (6 agosto 1770 – 10 dicembre 1781 nominato patriarca titolare di Costantinopoli)
  - Francesco Antonio Marcucci † (10 dicembre 1781 – 12 luglio 1798 deceduto) (amministratore apostolico)
- Francesco Saverio Castiglioni † (11 agosto 1800 – 8 marzo 1816 nominato vescovo di Cesena, poi eletto papa con il nome di Pio VIII)
- Pietro Paolo Mazzichi † (14 aprile 1817 – 9 maggio 1823 deceduto)
- Filippo Ambrosi † (17 novembre 1823 – 29 maggio 1825 deceduto)
- Luigi Maria Canestrari † (19 dicembre 1825 – 19 ottobre 1846 deceduto)
- Eleonoro Aronne † (21 dicembre 1846 – 3 aprile 1887 deceduto)
- Luigi Bonetti † (3 aprile 1887 succeduto – dicembre 1910 dimesso)
- Luigi Ferri † (27 novembre 1911 – 17 maggio 1946 dimesso[16])
- Pietro Ossola † (1º settembre 1946 – 1º dicembre 1951 dimesso[14])
- Vincenzo Radicioni † (10 dicembre 1951 – 7 aprile 1983 ritirato)

### Vescovi di Montalto e Ripatransone-San Benedetto del Tronto
- Giuseppe Chiaretti † (7 aprile 1983 – 30 settembre 1986 nominato vescovo di San Benedetto del Tronto-Ripatransone-Montalto)

### Vescovi di San Benedetto del Tronto-Ripatransone-Montalto
- Giuseppe Chiaretti † (30 settembre 1986 – 9 dicembre 1995 nominato arcivescovo di Perugia-Città della Pieve)
- Gervasio Gestori † (21 giugno 1996 – 4 novembre 2013 ritirato)
- Carlo Bresciani (4 novembre 2013 - 2 maggio 2024 ritirato)
- Gianpiero Palmieri, dal 2 maggio 2024

## Statistiche
La diocesi nel 2022 su una popolazione di 140624 persone contava 122000 battezzati, corrispondenti all'86,8% del totale.
| anno                                                      | popolazione | popolazione | popolazione | presbiteri | presbiteri | presbiteri | presbiteri                | diaconi | religiosi | religiosi | parrocchie |
| anno                                                      | battezzati  | totale      | %           | numero     | secolari   | regolari   | battezzati per presbitero | diaconi | uomini    | donne     | parrocchie |
| --------------------------------------------------------- | ----------- | ----------- | ----------- | ---------- | ---------- | ---------- | ------------------------- | ------- | --------- | --------- | ---------- |
| diocesi di Ripatransone                                   |             |             |             |            |            |            |                           |         |           |           |            |
| 1950                                                      | 58609       | 58609       | 100,0       | 102        | 68         | 34         | 574                       |         | 52        | 125       | 22         |
| 1970                                                      | 86453       | 86723       | 99,7        | 104        | 58         | 46         | 831                       |         | 56        | 228       | 31         |
| 1980                                                      | 85500       | 86000       | 99,4        | 89         | 52         | 37         | 960                       |         | 55        | 176       | 35         |
| diocesi di Montalto                                       |             |             |             |            |            |            |                           |         |           |           |            |
| 1950                                                      | 32348       | 32351       | 100,0       | 63         | 56         | 7          | 513                       |         | 7         | 48        | 34         |
| 1970                                                      | 30000       | 30000       | 100,0       | 47         | 41         | 6          | 638                       |         | 7         | 54        | 37         |
| 1980                                                      | 31500       | 31700       | 99,4        | 40         | 35         | 5          | 787                       |         | 6         | 26        | 39         |
| diocesi di San Benedetto del Tronto-Ripatransone-Montalto |             |             |             |            |            |            |                           |         |           |           |            |
| 1990                                                      | 113000      | 114000      | 99,1        | 110        | 73         | 37         | 1027                      | 1       | 43        | 172       | 50         |
| 1999                                                      | 120703      | 123103      | 98,1        | 104        | 65         | 39         | 1160                      | 5       | 43        | 175       | 53         |
| 2000                                                      | 121770      | 124190      | 98,1        | 104        | 65         | 39         | 1170                      | 5       | 44        | 176       | 53         |
| 2001                                                      | 121295      | 125230      | 96,9        | 103        | 61         | 42         | 1177                      | 5       | 58        | 159       | 53         |
| 2002                                                      | 121870      | 126100      | 96,6        | 105        | 63         | 42         | 1160                      | 5       | 58        | 159       | 53         |
| 2003                                                      | 122130      | 127200      | 96,0        | 102        | 60         | 42         | 1197                      | 6       | 61        | 158       | 53         |
| 2004                                                      | 121000      | 126900      | 95,4        | 101        | 59         | 42         | 1198                      | 6       | 54        | 156       | 54         |
| 2005                                                      | 121000      | 126700      | 95,5        | 98         | 58         | 40         | 1234                      | 6       | 52        | 154       | 54         |
| 2007                                                      | 130230      | 134500      | 96,8        | 102        | 59         | 43         | 1276                      | 6       | 57        | 189       | 54         |
| 2010                                                      | 130696      | 137135      | 95,3        | 104        | 60         | 44         | 1256                      | 9       | 50        | 136       | 54         |
| 2014                                                      | 134300      | 141860      | 94,7        | 103        | 62         | 41         | 1303                      | 15      | 48        | 132       | 54         |
| 2017                                                      | 137400      | 144000      | 95,4        | 102        | 54         | 48         | 1347                      | 14      | 51        | 145       | 54         |
| 2020                                                      | 135800      | 143500      | 94,6        | 85         | 55         | 30         | 1597                      | 14      | 37        | 117       | 54         |
| 2022                                                      | 122000      | 140624      | 86,8        | 80         | 51         | 29         | 1525                      | 16      | 38        | 104       | 54         |

## Parrocchie
Parrocchie divise per vicaria:

### Venerabile Padre Giovanni dello Spirito Santo
- Santa Maria della Marina, Cattedrale di San Benedetto del Tronto
- Madonna del Suffragio (San Benedetto del Tronto)
- Sant'Antonio di Padova (San Benedetto del Tronto)
- San Benedetto Martire (San Benedetto del Tronto)
- San Filippo Neri (San Benedetto del Tronto)
- San Giuseppe (San Benedetto del Tronto)
- San Pio X (San Benedetto del Tronto)
- San Niccolò (Acquaviva Picena)
- San Savino (Ripatransone)

### San Giacomo della Marca
- Regina Pacis (Centobuchi)
- Sacro Cuore (Centobuchi)
- San Cipriano (Colonnella)
- San Giovanni Evangelista (Colonnella)
- Sacro Cuore (Martinsicuro)
- Santa Madre Teresa di Calcutta (Martinsicuro)
- San Niccolò (Monteprandone)
- Cristo Re (Porto d'Ascoli)
- San Giacomo della Marca (Porto d'Ascoli)
- Santissima Annunziata (Porto d'Ascoli)
- Sacra Famiglia (Porto d'Ascoli)
- Santa Maria Bambina e San Gabriele dell'Addolorata (Villa Rosa)

### Madonna di San Giovanni (Beata Vergine di Loreto)
- Santa Maria Assunta (Cossignano)
- San Basso (Cupra Marittima)
- Sant'Andrea Apostolo (Cupra Marittima)
- San Giovanni Battista (Grottammare)
- San Martino di Tours (Grottammare)
- Madonna della Speranza (Grottammare)
- Gran Madre di Dio (Grottammare)
- San Pio V (Grottammare)
- Madonna di Fatima (Valtesino di Ripatransone)
- Maria Ausiliatrice (Trivio di Ripatransone)
- Santi Benigno e Michele Arcangelo (Ripatransone)
- Santi Gregorio e Niccolò (Ripatransone)

### Beata Maria Assunta Pallotta
- San Pietro Apostolo (Castignano)
- Santa Caterina di Alessandria (Comunanza)
- San Paolo Apostolo (Force)
- Santa Maria Assunta (Montalto Marche)
- Santa Maria in Viminato (Patrignone)
- Santa Lucia (Porchia)
- San Pietro Apostolo (Valdaso di Montalto Marche)
- San Lorenzo (Montedinove)
- San Michele Arcangelo (Montelparo)
- San Benedetto Abate (Montemonaco)
- Santi Pietro e Paolo (Montemonaco)
- San Giorgio (Montemonaco)
- San Lorenzo (Rotella)

### Santa Maria in Montesanto
- San Pietro Apostolo (Cerqueto del Tronto)
- Santa Maria della Misericordia (Faraone)
- San Giuseppe (Paolantonio)
- Santa Maria in Montesanto e Sant'Angelo (Ripe di Civitella)
- Sant'Egidio Abate (Sant'Egidio alla Vibrata)
- Santa Maria del Carmine (Villa Lempa)

## Santi, venerabili e servi di Dio
Santi, venerabili e servi di Dio ricordati in diocesi:

### Santi
- San Benedetto martire, celebrato il 13 ottobre
- Beata Maria Assunta Pallotta, francescana missionaria di Maria, celebrata il 7 novembre
- San Giacomo della Marca, francescano, celebrato il 28 novembre
- San Basso di Nizza, vescovo e martire, celebrato il 5 dicembre

### Venerabili
- Francesco Antonio Marcucci, 1717-1798, nativo di Force, vescovo di Montalto, fondatore delle Suore pie operaie dell'Immacolata Concezione
- Giovanni dello Spirito Santo, 1881-1905, sacerdote passionista, nativo di San Benedetto del Tronto

### Servi di Dio
- Lavinia Sernardi, 1588-1623, madre di famiglia, nativa di Grottammare
- Simone Filippovich, 1732-1802, sacerdote francescano, morto a Ripatransone
- Domenico Cesari, 1912-1949, nativo di Foce di Montemonaco, soldato e impiegato
- Maria Addolorata Luciani, 1920-1954, monaca passionista, morta a Ripatransone

### Per la sede di Ripatransone
- Giuseppe Cappelletti, Le Chiese d'Italia della loro origine sino ai nostri giorni, vol. III, Venezia, 1845, pp. 707–719
- (LA)  Pius Bonifacius Gams, Series episcoporum Ecclesiae Catholicae, Graz, 1957, p. 723
- (LA)  Konrad Eubel, Hierarchia Catholica Medii Aevi, vol. 3, p. 285; vol. 4, p. 296; vol. 5, p. 334; vol. 6, p. 358
- (LA)  Bolla Illius fulciti, in Bullarum diplomatum et privilegiorum sanctorum Romanorum pontificum Taurinensis editio, Vol. VII, pp. 926–931
- (LA)  Decreto In dioecesi Ripana, AAS 65 (1973), pp. 156–157

### Per la sede di Montalto
- (EN) David Cheney, Diocesi di Montalto, su Catholic-Hierarchy.org.
- (EN) Diocesi di Montalto, su GCatholic.org.
- Giuseppe Cappelletti, Le Chiese d'Italia della loro origine sino ai nostri giorni, vol. III, Venezia, 1845, pp. 721–727
- (LA)  Pius Bonifacius Gams, Series episcoporum Ecclesiae Catholicae, Graz, 1957, pp. 704–705
- (LA)  Konrad Eubel, Hierarchia Catholica Medii Aevi, vol. 3, p. 248; vol. 4, p. 246; vol. 5, p. 273; vol. 6, p. 294
- (LA)  Bolla Super universas, in Bullarum diplomatum et privilegiorum sanctorum Romanorum pontificum Taurinensis editio, Vol. VIII, pp. 800–802